# Дазайн
Да́зайн (нім. Dasein ) — німецьке слово, що означає «існування». Це фундаментальне поняття в екзистенціальній філософії Мартіна Гайдеґґера. Гайдеггер використовує вислів Dasein, щоб позначити досвід буття, який властивий людям. Таким чином, це форма буття, яка усвідомлює та має протистояти таким проблемам, як особистість, смертність і дилема або парадокс життя у стосунках з іншими людьми, залишаючись зрештою наодинці з самим собою. 

## Переосмислення Гайдеггера
У німецькій мові дазайн— це простонародний термін, що означає «існування». Термін використовувався декількома філософами до Гайдеггера, зокрема Георгом Вільгельмом Фрідріхом Гегелем, у значенні «детермінованого буття» (bestimmtes Sein), союзу Буття та Нічого (Якості). Воно походить від da-sein, що буквально означає «бути-там»/«там-бути», хоча Гайдеггер був категоричним, що це був невідповідний переклад дазайн. Дазайн для Гайдеггера може бути способом бути залученим до безпосереднього світу, в якому людина живе, і піклуватися про нього, водночас завжди залишаючись усвідомленим умовного елементу цієї залученості, пріоритету світу перед собою та еволюційної природи сам себе.
Протилежністю цього автентичного «я» є повсякденне та неавтентичне дазайн, втрата власного індивідуального сенсу, долі та тривалості життя на користь (ескапістського) занурення в публічний повсякденний світ — анонімний, тотожний світ «Вони» та «Них».

У гармонії з критикою Ніцше суб’єкта, як чогось, що можна визначити в термінах свідомості, Гайдеггер відокремив дазайн від повсякденної свідомості, щоб підкреслити критичну важливість «Буття» для нашого розуміння та інтерпретації світу тощо.
«Цю сутність, якою є кожен із нас сам…ми будемо позначати терміном «дазайн»» 
«[дазайн] є тією сутністю, яка у своєму бутті має це саме буття як проблему…»

Гайдеггер намагався використати концепцію дазайн, щоб розкрити первинну природу «Буття» (Sein), погоджуючись із Ніцше та Дільтеєм що дазайн завжди є істотою, задіяною у світі: ані суб’єктом, ані об’єктивним світом. поодинці, але когерентність Буття-у-світі. Таким чином, ця онтологічна основа роботи Гайдеггера протистоїть картезіанському «абстрактному агенту» на користь практичної взаємодії з навколишнім середовищем. Дазайн розкривається проекцією в особистий світ і залученням до нього —ніколи - завершення процесу причетності до світу, опосередкованого через проекти Я.
Гайдеггер вважав, що мова, повсякденна цікавість, логічні системи та загальні переконання закривають природу дазайну від неї самої  Автентичний вибір означає відвернутися від колективного світу Їх, щоб зіткнутися з дазайном, своєю індивідуальністю, власним обмеженим життям. -span, власне буття. Таким чином, Гайдеггер мав на меті концепцію дазайн створити сходинку в питаннях про те, що означає бути — мати власне буття, власну смерть, власну істину.
Гайдеґґер також бачив, що питання дазайн виходить за межі сфер, розкритих позитивною наукою чи історією метафізики. «Наукове дослідження — не єдиний спосіб буття, який може мати ця сутність, і не той, який лежить найближче. Крім того, сам дазайн має особливу відмінність порівняно з іншими сутностями; [...] воно онтично вирізняється тим фактом, що в самому його Існуванні це Буття є проблемою для нього». Буття і час підкреслюють онтологічну різницю між сутностями та буттям сутностей: «Буття завжди є буття сутності». Встановлення цієї різниці є загальним мотивом, що проходить через буття і час.
Однак деякі вчені не погоджуються з таким тлумаченням, стверджуючи, що для Гайдеггера дазайн означав структуроване усвідомлення або інституційний «спосіб життя». Інші припускають, що раннє наполягання Гайдеггера на онтологічному пріоритеті дазайн було приглушено в його післявоєнних творах.

## Дазайн і нацизм
Гайдеґґер використовував концепцію дазайн для обговорення нацистської ідеології та для підтримки Гітлера. Стосовно риторики крові та ґрунту Гайдеггер заявив
Зараз багато говорять про кров і землю як про силу, до якої часто звертаються. Літератори, які трапляються й сьогодні, вже вхопилися за них. Кров і ґрунт, безперечно, могутні й необхідні, але вони не є достатньою умовою для дазайн народу.
Гайдеггер посилався на поняття дазайн, підтримуючи німецькі вибори в листопаді 1933 року, на яких виборцям було представлено єдиний список кандидатів, затверджений нацистами:
Німецький народ був викликаний фюрером для голосування; фюрер, однак, нічого не просить у народу; радше, він дає людям можливість безпосередньо прийняти найвище вільне рішення з усіх: чи він – увесь народ – хоче власного існування (дазайн), чи не хоче. [...] 12 листопада німецький народ у цілому вибере своє майбутнє, і це майбутнє пов’язане з фюрером. [...] Не існує окремої зовнішньої та внутрішньої політики. Існує лише одна воля до повноцінного існування (дазайн) держави. Фюрер розбудив цю волю в усьому народі і з’єднав її в єдину рішучість.

## Походження
Дехто стверджує, що дазайн походить із китайської та японської філософії: згідно з Томонобу Імамічі, концепція дазайн Гайдеггера була надихнута — хоча Гайдеґґер промовчав про це — концепцією Окакури Какузо das-in-der-Welt-sein (будучи у світі), висловлену в «Книзі чаю» для опису даоської філософії Чжуан-цзи, яку вчитель Імамічі запропонував Гайдеггеру в 1919 році після наступних уроків з ним роком раніше. Паралельні концепції також зустрічаються в індійській філософії та в індіанській філософії.

## Dasein and Existenz Карла Ясперса
Для Карла Ясперса термін дазайн означав існування в його мінімальному значенні, сферу об’єктивності та науки, на противагу тому, що Ясперс називав «Existenz», сферу автентичного буття  Завдяки кардинально різному використанню Термін дазайн між двома філософами, часто виникає певна плутанина серед студентів, які починають або з Гайдеггера, або з Ясперса, а потім вивчають іншого.
У «Філософії» (3 томи, 1932) Ясперс виклав свій погляд на історію філософії та представив основні теми. Починаючи з сучасної науки та емпіризму, Ясперс зазначає, що коли ми ставимо під сумнів реальність, ми стикаємося з кордонами, які емпіричний (або науковий) метод просто не може подолати. У цей момент людина стикається з вибором: зануритися у відчай і змиритися або зробити стрибок віри в те, що Джасперс називає «Трансцендентністю». Роблячи цей стрибок, індивіди стикаються з власною безмежною свободою, яку Ясперс називає Existenz, і нарешті можуть відчути автентичне існування.

## Інші вживання
Ееро Тарасті вважав дазайн дуже важливим в екзистенціальній семіотиці. На думку Тарасті, термін дазайн отримав «ширше» значення, він перестав означати стан індивіда, викинутого у світ, натомість почав позначати «екзистенціальну фазу» з соціально-історичними характеристиками, з яких значною мірою виникають ознаки.
З цієї точки зору трансцендентність — це прагнення перевершити реалістичне прийняття світу таким, яким він є, і рухатися до політичної, етичної та планової реальності суб’єктивності в семіотичних стосунках зі світом.
У 1950-х роках Жак Лакан звернувся до «Dasein» Гайдеггера, щоб охарактеризувати психоаналітика як істоту для смерті (être-pour-la-mort). Подібним чином він бачив, що аналітик шукає автентичне мовлення, на противагу «суб’єкту, який втрачає своє значення в об’єктиваціях дискурсу... [що] дасть йому можливість забути своє власне існування та власну смерть».
Альфред Шютц розрізняв прямий і непрямий соціальний досвід, наголошуючи, що в останньому: «Моя орієнтація не на існування (Dasein) конкретної особистості Ти. Він не спрямований на те, щоб будь-які суб’єктивні переживання тепер конституювались у всій своїй унікальності в свідомості іншого».

## Критика
Теодор В. Адорно критикував концепцію дазайн Гайдеггера як ідеалістичний відступ від історичної реальності.
Річард Рорті вважав, що за допомогою дазайн Гайдеггер створював консервативний міф про буття, співучасник романтичних елементів нацизму.
За словами Джуліана Волфріса, «для Гайдеггера немає прямого відношення «обличчя до обличчя»; незважаючи на його неоціненну критику онтології, він усе ще зменшує відношення між дазайн і дазайн як опосередковане питанням і проблематикою буття».